# NGC 1354
NGC 1354 je galaksija u zviježđu Eridan.

## Vanjske poveznice
- SEDS: NGC 1354